# Olsjön (sjö)
Olsjön är en sjö i Ludvika kommun i Dalarna och ingår i Norrströms huvudavrinningsområde. Sjön har en area på 1,16 kvadratkilometer och ligger 203,1 meter över havet. Sjön avvattnas av vattendraget Gräftån.

## Delavrinningsområde
Olsjön ingår i det delavrinningsområde (667200-144970) som SMHI kallar för Utloppet av Olsjön. Medelhöjden är 250 meter över havet och ytan är 5,86 kvadratkilometer. Det finns ett avrinningsområde uppströms, och räknas det in blir den ackumulerade arean 9,02 kvadratkilometer. Gräftån som avvattnar avrinningsområdet har biflödesordning 4, vilket innebär att vattnet flödar genom totalt 4 vattendrag innan det når havet efter 288 kilometer. Avrinningsområdet består mestadels av skog (68 procent). Avrinningsområdet har 1,16 kvadratkilometer vattenytor vilket ger det en sjöprocent på 19,9 procent.